# Pascual Coña
Pascual Coña, né vers la fin des années 1840 et mort le 28 octobre 1927 est un Mapuche de la zone du lac Budi (Chili), qui a raconté en mapudungun sa vie et les coutumes des Mapuches de son époque au missionnaire capucin Ernesto Wilhelm de Moesbach. Profitant des longs hivers, Moesbach s'est entretenu pendant quatre ans avec Coña. Pour cela, il se déplaçait à son domicile et prenait directement la dictée de Coña ou bien transcrivait les conversations qu'ils avaient ensemble. Le résultat final a été la publication du livre bilingue (mapudungun/espagnol)  Vida y costumbres de los indígenas araucanos en la segunda mitad del siglo XIX (Vie et habitudes des indigènes araucans dans la deuxième moitié du XIXe siècle), un texte d'importance majeure puisque non seulement il y relate son autobiographie, mais en plus il y décrit les mœurs et usages mapuches, ce qui en fait une source essentielle pour l'étude du peuple et de la langue mapuche au XIXe siècle.

## Biographie
Ce que l'on connaît de la vie de Pascual Coña provient presque en totalité de son propre récit et des notes de Moesbach qui l'accompagnent. Son père s'appelait Tomás Coña, et était le fils d'Ayllapang. Il était né à Rauquenhue (actuelle Piedra Alta) ; sa mère, fille de Payllaw y Wenter, se prénommait Juana et était née à Huapi. Ces deux localités se trouvent à proximité de Port Saavedra, sur la côte nord de la région historique d'Araucanie. Tomás Coña et Juana n'étaient pas chrétiens et s'étaient mariés à la mode mapuche (rapt de la fiancée) ; ils eurent plusieurs enfants, dont Pascual était l'aîné. Ses frères et sœur s'appelaient Felipe, María, Carmelita, Fidel et Juana. Pascual est éduqué dans la mission Budi et après un apprentissage de charpentier à Santiago, mais il doit revenir sur ses terres, son père le croyant mort après avoir reçu sa photographie par courrier. Pendant l'occupation de l'Araucanie il collabore avec les troupes chiliennes sous les ordres de son lonko, Pascual Painemilla. Il voyage en Argentine où il est reçu par le président Julio Roca. Il a été marié deux fois : sa première épouse est décédée et la deuxième l'a quitté.
Après avoir perdu ses terres tombées aux mains d'un colon chilien il est envoyé ailleurs et on le nomme chef de village indigène (en espagnol : jefe de reducción, chef de réduction). C'est la raison pour laquelle quelques auteurs le considèrent comme cacique, titre qui lui est attribué dans le recueil de ses Mémoires à partir des années 1970.